# Рамешбабу Прагнанандха
Рамешбабу Прагнанандха (там. பிரஞ்ஞானந்தா ரமேஷ்பாபு; 10 серпня 2005, Ченнай, штат Тамілнад, Індія) — індійський гросмейстер (2018), шаховий вундеркінд. В 2016 році, у рекордному на той час віці 10 років, здобув звання міжнародного майстра. 23 червня 2018 року, у віці 12 років, отримав титул гросмейстера (другий у рекордному списку на той час). 22 лютого 2022 року, у віці 16 років, став наймолодшим шахістом, якому вдалося перемогти тодішнього чемпіона світу Магнуса Карлсена (в партії на турнірі зі швидких шахів Airthings Masters).

## Шахова кар'єра
Прагнанандха виграв чемпіонат світу з шахів серед молоді до 8 років у 2013 році, здобувши звання майстра ФІДЕ у віці 7 років. У 2015 році виграв чемпіонат до 10 років.
У 2016 році став наймолодшим міжнародним майстром в історії у віці 10 років, 10 місяців і 19 днів. Виконав свою першу норму гросмейстера на Чемпіонаті світу з шахів серед юніорів у листопаді 2017 року, посівши четверте місце з 8 очками. 17 квітня 2018 року виконав другу норму на турнірі в Греції. 23 червня 2018 року виконав третю й останню норму на турнірі Gredine Open в Уртієї, Італія, перемігши Луку Мороні у восьмому раунді, ставши гросмейстером у віці 12 років, 10 місяців і 13 днів (другий в рекордному списку на той час, Сергій Карякін отримав це звання в 12 років і 7 місяців). Станом на 2022 рік Прагнанандха є п'ятою наймолодшою людиною, яка коли-небудь отримувала звання гросмейстера (GM), після Абхіманью Мішри, Сергія Карякіна, Гукеша Доммараджу і Жавохіра Сіндарова.
У 2018 році його запросили на турнір Magistral de León Masters в Іспанії для рапід-матчу з чотирьох партій проти Веслі Со. Він переміг Со в першій грі, а після трьох ігор рахунок був рівний 1½–1½. В останній грі Со переміг Прагнанандха, вигравши матч 2½–1½..
У січні 2018 року Прагнанандха розділив третє місце з гросмейстером Альдером Ескобаром Фореро та міжнародним майстром Денисом Шмельовим на турнірі Charlotte Chess Center Winter 2018 GM Norm Invitational, який проходив у Шарлотті, штат Північна Кароліна, США, з результатом 5,0/9.
У липні 2019 року Прагнанандха виграв Xtracon Chess Open у Данії, набравши 8½/10 очок (+7–0=3). 12 жовтня 2019 року він виграв молодіжний чемпіонат світу серед молоді до 18 років із результатом 9/11. У грудні 2019 року став другою наймолодшою людиною, яка досягла рейтингу 2600. Він зробив це у віці 14 років, 3 місяців і 24 дні.
У квітні 2021 року Прагнанандха виграв змагання Polgar Challenge, перший етап (з чотирьох) онлайн-турніру Julius Baer Challengers Chess Tour, яку організовують Julius Baer Group і Chess24.com для молодих талантів. Він набрав 15,5/19, на 1,5 бали випереджаючи найближчих конкурентів. Ця перемога допомогла йому кваліфікуватися на шаховий турнір Meltwater Champions Chess Tour 24 квітня 2021 року, де він посів 10 місце з результатом 7/15 (+4-5=6), вигравши парті проти Теймура Раджабова, Яна-Кшиштофа Дуди, Сергія Карякіна і Йохана-Себастьяна Крістіансена, а також зігравши в нічию проти чинного на той час чемпіона світу Магнуса Карлсена.
Прагнанандха потрапив на Кубок світу з шахів 2021 під 90-м номером. Він переміг гросмейстера Габріеля Саркісяна з рахунком 2–0 у другому раунді і вийшов до четвертого раунду після перемоги над гросмейстером Михайлом Красенковим на тай-брейках третього раунду. Він вибув у четвертому раунді поступившись французькому шахісту Максиму Ваш'є-Лаграву.
Прагнанандха взяв участь турнірі Вейк-ан-Зеє 2022, вигравши партії проти Андрія Єсипенка, Відіта Ґуджраті та Нільса Гранделіуса, фінішувавши на 12 місці з підсумковим результатом 5½.
20 лютого 2022 року став третім індійським гравцем (після Ананда та Харікрішни), який виграв гру проти чемпіона світу Магнуса Карлсена в будь-якому часовому форматі, здобувши перемогу в онлайн-турнірі Airthings Masters з контролем часу 15+10.
На онлайн-турнірі зі швидких шахів Chessable Masters у травні 2022 року знову переміг Карлсена, що стало його другою перемогою над ним за 3 місяці і допмогло вийти у фінал.
Він також три рази переміг Карлсена на FTX Crypto Cup 2022, посівши друге місце після Карлсена в підсумковій таблиці.
У січні 2023 року Прагнанандха взяв участь у турнірі Вейк-ан-Зеє 2023. Він переміг гросмейстера з рейтингом 2800 Діна Ліженя, але завершив турнір на 9 місці з результатом 6/13.
На Кубку світу з шахів 2023 року Прагнанандха дійшов до півфіналу, перемігши Давида Навару в третьому раунді, Хікару Накамуру в четвертому раунді, Ференца Беркеша в п'ятому раунді та Арджуна Ерігайсі в чвертьфіналі. Це автоматично кваліфікує його на участь в Турнірі претендентів 2024 року.
У січні 2025 року став переможцем турніру Вейк-ан-Зеє 2025. Набравши разом з чинним чемпіоном світу Доммараджу Гукешем по 8½ очок, Прагнанандха переміг останнього на тай-брейку з рахунком 2-1.

## Особисте життя
Прагнанандха народився в місті Ченнай (штат Тамілнад, Індія) 10 серпня 2005 року. Він є молодшим братом жіночого гросмейстера та міжнародного майстра Рамешбабу Вайшалі. Його батько працює керівником філії в банку TNSC Bank, а мати — домогосподарка.